# (32850) 1992 RY4
1992 RY4 (asteroide 32850) é um asteroide da cintura principal. Possui uma excentricidade de 0.17297120 e uma inclinação de 1.36541º.
Este asteroide foi descoberto no dia 2 de setembro de 1992 por Eric Walter Elst em La Silla.